# Histopona dubia
Histopona dubia là một loài nhện trong họ Agelenidae.
Loài này thuộc chi Histopona. Histopona dubia được miêu tả năm 1933 bởi Absolon & Josef Kratochvíl.